# Короленко, Софья Владимировна
Короленко Софья Владимировна (28 октября 1886 или 28 октября [9 ноября] 1886, Нижний Новгород, Российская империя — 16 июля 1957 или 10 июля 1957, Полтава, СССР) — советский литературовед. Старшая дочь В. Г. Короленко. Основательница и первый директор Литературно-мемориального музея В. Г. Короленко (1928—1957) в городе Полтава.

## Биография
Софья Владимировна Короленко родилась 29 октября 1886 года в Нижнем Новгороде. Образование получила в Санкт-Петербурге, а в 1904 году окончила Мариинскую женскую гимназию в Полтаве. Трудовую деятельность начала учителем в селе Демки на Пирятинщине.
В 1915 году продолжила обучение на историко-философском отделении Высших женских (Бестужевских) курсов в Петербурге.
Начиная с 1905 года Софья Владимировна стала активно помогать Владимиру Галактионовичу Короленко в его литературной работе.
В годы первой русской революции С. В. Короленко разделяет с отцом его общественную деятельность.
С 1913 года она принимала активное участие в подготовке к печати полного собрания сочинений отца, которое вышло в Петербурге (1914). Её обязанностью было ведение корреспонденции и переписки с издательством, переписывание и вычитка произведений.
В 1918—1925 годах Софья Владимировна активно работала в «Лиге спасения детей» — благотворительной организации демократической интеллигенции, которую основал в Полтаве осенью 1918 г. В. Г. Короленко.
После смерти в 1921 году В. Г. Короленко Софья Владимировна посвятила себя исследованию и популяризации его наследия. Она возглавила редакционную комиссию по изданию литературного наследия В. Г. Короленко, была автором, редактором и составителем примечаний всех основных изданий его произведений.
В 1928 году вместе с младшей сестрой Натальей Ляхович (в девичестве Короленко) в Полтаве, в доме, где жил Короленко, организовала выставку по случаю 75-летия со дня рождения писателя. На основе её материалов в 1940 году София Короленко создала и возглавила музей Владимира Короленко в Полтаве.
Во время Великой Отечественной войны София Короленко вывезла в тыл в город Свердловск (ныне Екатеринбург) и сохранила ценные экспонаты из семейного архива и фонды музея.
В Полтаве Софья Владимировна прожила почти 57 лет.

## Творчество
Последние годы своей жизни Софья Владимировна посвятила работе над десятитомным юбилейным изданием произведений В. Г. Короленко (1953—1956).
Она является автором первого путеводителя по музею В. Г. Короленко (1953) и двух книг об отце, изданных посмертно (1966, 1968).
Книга мемуаров «Десять лет в провинции» охватывает период жизни В. Г. Короленко в Нижнем Новгороде (1885—1896). Для биографов писателя она имеет большое значение. В работе над книгой Софья Владимировна использовала письма отца, его произведения и документы из архива.
Вторая книга Софьи Владимировны — «Книга об отце». В ней Софья Владимировна продолжает рассказ о Владимире Галактионовиче в должности редактора журнала «Русское богатство», рассказывает о его переезде в Полтаву и о последнем периоде его жизни (1915—1921). В книге приводятся отрывки из неопубликованных произведений и писем В. Короленко, что придает ей во многих случаях значение первоисточника.